# Budki (Główczyce)
Budki (deutsch: Bottke) ist ein kleines Dorf in der polnischen Woiwodschaft Pommern und gehört zur Landgemeinde Główczyce (Glowitz) im Powiat Słupski (Kreis Stolp).
Budki liegt nordöstlich der Woiwodschaftsstraße 213 bei Cecenowo (Zezenowo). Ein Bahnanschluss besteht über die Station Wrzeście (Freest) an der Bahnstrecke von Lębork (Lauenburg in Pommern) nach Łeba (Leba).
Bis 1945 war Bottke eine Ortschaft in der Gemeinde Zezenow (heute polnisch: Cecenowo) und mit deren Geschichte aufs Engste verbunden. Der Ort lag im Landkreis Stolp im Regierungsbezirk Köslin (Koszalin) der preußischen Provinz Pommern.
1945 wurde der Ort unter der Bezeichnung Budki – ein in Polen häufig vorkommender Ortsname – polnisch. Er ist heute Teil der Gmina Główczyce im Powiat Słupski in der Woiwodschaft Pommern (1975–1998 Woiwodschaft Słupsk). Budki ist in das Schulzenamt Cecenowo eingegliedert.
Kirchlich war Bottke bis 1945 bei überwiegend evangelischer Bevölkerung in das Kirchspiel Zezenow (heute polnisch: Cecenowo) integriert. Es gehörte zum Kirchenkreis Stolp-Altstadt im Ostsprengel der Kirchenprovinz Pommern der Kirche der Altpreußischen Union.
Nach 1945 wurde der nun Budki genannte Ort mit fast ausnahmslos katholischer Bevölkerung in die Pfarrei Cecenowo eingegliedert, die zum Dekanat Łeba im Bistum Pelplin der Katholischen Kirche in Polen gehört. Für die evangelischen Kirchenglieder ist jetzt Główczyce Kirchort, der Filialort der Kreuzkirchengemeinde in Słupsk in der Diözese Pommern-Großpolen der Evangelisch-Augsburgischen Kirche in Polen ist.
Schulisch war Bottke vor 1945 mit Zezenow verbunden.